# Standbeeld Jeroen Bosch
Het Standbeeld Jeroen Bosch is een standbeeld op de Markt in de Binnenstad van 's-Hertogenbosch. Het is gemaakt van brons en is vanaf de sokkel gemeten 210 centimeter hoog.

## Voorstelling
Het standbeeld is in 1929 gemaakt door de beeldhouwer August Falise. Het stelt voor de schilder Jheronimus Bosch. Een tekening uit de Recueil d'Arras is gebruikt als model. Men gaat ervan uit dat dit een portret is van Jheronimus Bosch. In het Noordbrabants Museum bevindt zich een voorstudie van het beeld.

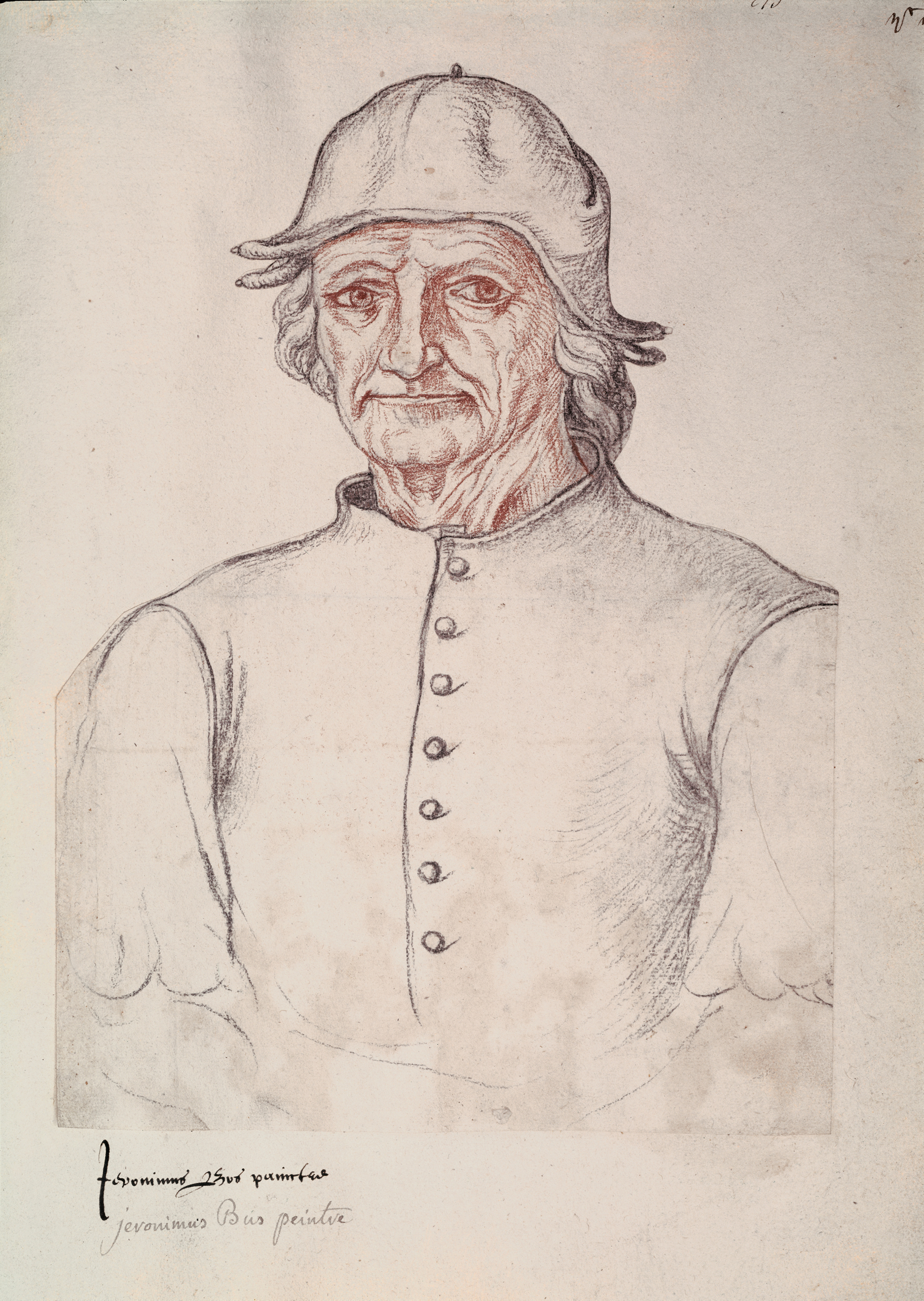
Portret van Jheronimus Bosch. Dit portret heeft model gestaan voor het standbeeld.

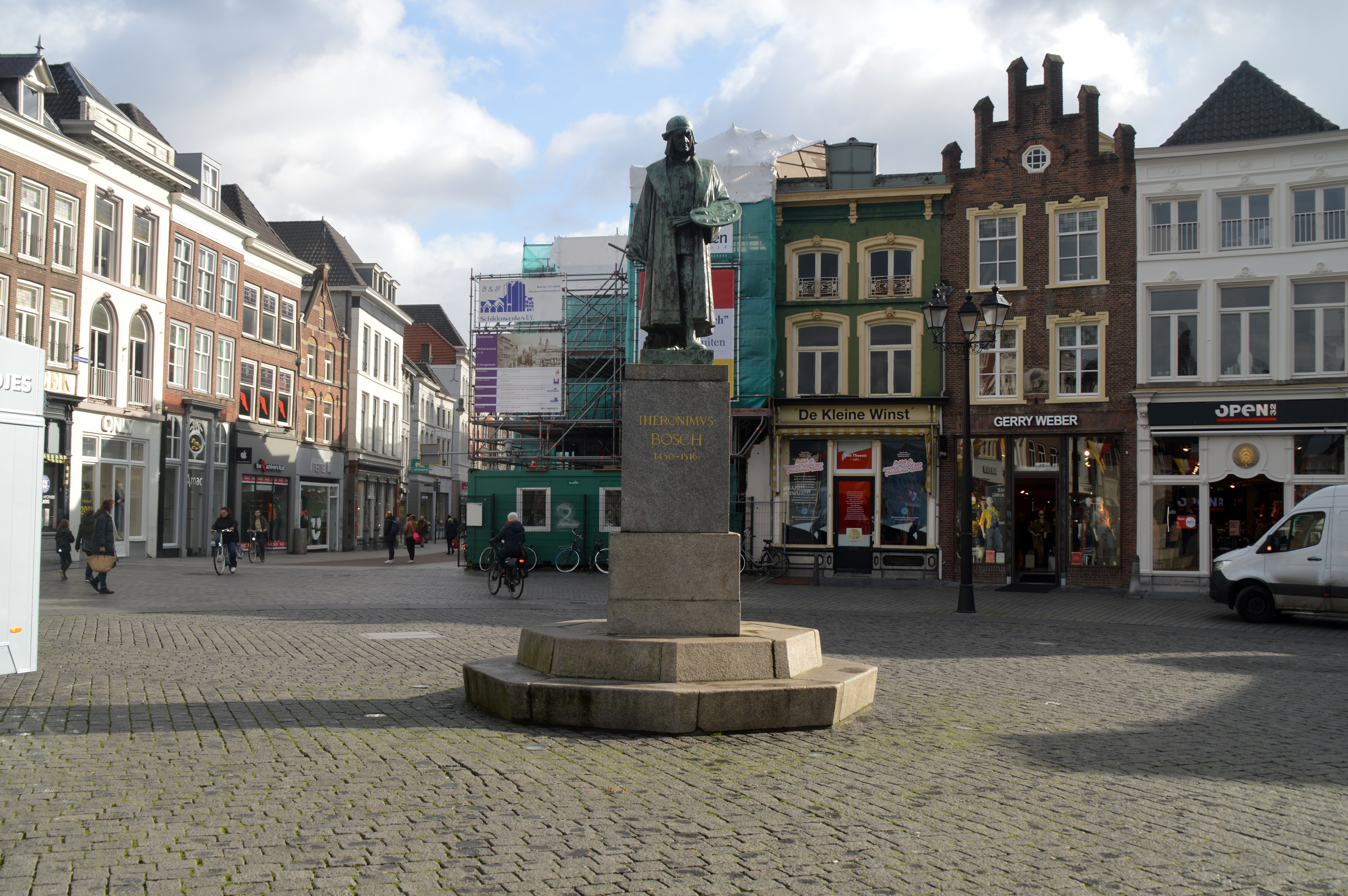
Standbeeld Markt 's-Hertogenbosch.

## Voorgeschiedenis en onthulling
Initiatiefnemer van het beeld was de toenmalige burgemeester van 's-Hertogenbosch, Frans Johan van Lanschot. In 1927 richtte hij een fonds op waaruit het beeld werd bekostigd. Op 17 juni 1930 onthulde hij het beeld in het bijzijn van commissaris van de Koningin in Noord-Brabant, Van Rijckevorsel. Tijdens de onthulling werd Bosch Jeroen Bosch "le faizeur de Dyables"  genoemd. Ter gelegenheid van de onthulling sloeg de firma Begeer een gedenkpenning met op de voorzijde het portret van de schilder en op de achterzijde het wapen van 's-Hertogenbosch.

## Verhuizingen
Het beeld stond eerst in het midden van de Markt, ten westen van de plaats waar later de reconstructie van de put stond. Ten tijde van de Tweede Wereldoorlog werd het beeld tijdelijk ondergebracht in het Kruithuis. In 1953 kreeg het beeld een nieuwe sokkel en in 1977 is het vanwege renovatie van de Markt verplaatst naar een locatie tegenover het Stadhuis.
In 2007 begon de gemeente 's-Hertogenbosch met een totale renovatie van de Markt. Deze moest moderner en zo moesten oude objecten als een puthuis verdwijnen. Het beeld van Jheronimus Bosch bleef echter, maar kon door nieuwe bestrating zijn oude plek tegenover het stadhuis niet behouden. Reden voor behoud van het beeld op de Markt is volgens de gemeente het feit dat Bosch geboren en getogen is aan de Bossche Markt. Zijn nieuwe plek is dan ook tegenover het huis De Kleine Winst, waar hij zijn jeugd doorbracht. Het beeld krijgt een nieuwe, kleinere natuurstenen sokkel die volgens de gemeente zo beter in het straatbeeld past.